# Nicola Enrico di Borbone-Francia

Stemma di Nicola Enrico di Borbone-Francia

Nicola Enrico di Borbone-Francia (Fontainebleau, 16 aprile 1607 – castello di Saint-Germain-en-Laye, 17 novembre 1611) è stato un principe francese, Duca d'Orléans.

## Biografia
Nacque nel Castello di Fontainebleau come quartogenito, nonché secondo figlio maschio, di Enrico IV di Francia e di Maria de' Medici, pertanto secondo in linea di successione al trono dopo suo fratello maggiore Luigi.
Titolato Duca d'Orléans, titolo che portò fino alla morte, era noto dapprima come Monsieur d'Orléans, poi solo come Monsieur dopo la morte del padre, appellativo spettante al fratello cadetto del Re, o ancora il principe sans nom (principe senza nome), come era consuetudine nella casa reale francese chiamare gli infanti che non avevano ancora ricevuto il battesimo. 
Ancora in fasce  venne fatto oggetto delle trattative matrimoniali instaurate con il ramo cadetto dei Borboni-Montpensier: la fidanzata scelta per lui sarebbe stata Maria di Borbone-Montpensier, una delle più ricche ereditiere d'Europa.
Il principe morì però all'età di quattro anni per un attacco epilettico. Suo fratello minore Gastone non solo ereditò il titolo di duca d'Orléans ma sposò anche, nel 1626, Maria.

## Ascendenza
|                                  |                     |                                | Genitori                         |  |  | Nonni |  |  | Bisnonni                    |  |  | Trisnonni                    |  |
|                                  |                     |                                |                                  |  |  |       |  |  | Carlo IV di Borbone-Vendôme |  |  | Francesco di Borbone-Vendôme |  |
|                                  |                     |                                |                                  |  |  |       |  |  | Carlo IV di Borbone-Vendôme |  |  | Francesco di Borbone-Vendôme |  |
|                                  |                     | Maria di Lussemburgo-Saint-Pol |                                  |  |  |       |  |  | Carlo IV di Borbone-Vendôme |  |  |                              |  |
| Antonio di Borbone-Vendôme       |                     |                                |                                  |  |  |       |  |  | Carlo IV di Borbone-Vendôme |  |  |                              |  |
|                                  |                     | Francesca d'Alençon            | Renato d'Alençon                 |  |  |       |  |  |                             |  |  |                              |  |
|                                  |                     | Francesca d'Alençon            | Renato d'Alençon                 |  |  |       |  |  |                             |  |  |                              |  |
|                                  |                     | Francesca d'Alençon            | Margherita di Lorena-Vaudémont   |  |  |       |  |  |                             |  |  |                              |  |
| Enrico IV di Francia             |                     | Francesca d'Alençon            |                                  |  |  |       |  |  |                             |  |  |                              |  |
|                                  |                     | Enrico II di Navarra           | Giovanni III di Navarra          |  |  |       |  |  |                             |  |  |                              |  |
|                                  |                     | Enrico II di Navarra           | Giovanni III di Navarra          |  |  |       |  |  |                             |  |  |                              |  |
|                                  |                     | Enrico II di Navarra           | Caterina di Navarra              |  |  |       |  |  |                             |  |  |                              |  |
| Giovanna III di Navarra          |                     | Enrico II di Navarra           |                                  |  |  |       |  |  |                             |  |  |                              |  |
|                                  |                     | Margherita d'Angoulême         | Carlo di Valois-Angoulême        |  |  |       |  |  |                             |  |  |                              |  |
|                                  |                     | Margherita d'Angoulême         | Carlo di Valois-Angoulême        |  |  |       |  |  |                             |  |  |                              |  |
|                                  |                     | Margherita d'Angoulême         | Luisa di Savoia                  |  |  |       |  |  |                             |  |  |                              |  |
| Nicola Enrico di Borbone-Francia |                     | Margherita d'Angoulême         |                                  |  |  |       |  |  |                             |  |  |                              |  |
|                                  | Cosimo I de' Medici | Giovanni dalle Bande Nere      |                                  |  |  |       |  |  |                             |  |  |                              |  |
|                                  | Cosimo I de' Medici | Giovanni dalle Bande Nere      |                                  |  |  |       |  |  |                             |  |  |                              |  |
|                                  | Cosimo I de' Medici | Maria Salviati                 |                                  |  |  |       |  |  |                             |  |  |                              |  |
| Francesco I de' Medici           | Cosimo I de' Medici |                                |                                  |  |  |       |  |  |                             |  |  |                              |  |
|                                  |                     | Eleonora di Toledo             | Pedro Álvarez de Toledo y Zúñiga |  |  |       |  |  |                             |  |  |                              |  |
|                                  |                     | Eleonora di Toledo             | Pedro Álvarez de Toledo y Zúñiga |  |  |       |  |  |                             |  |  |                              |  |
|                                  |                     | Eleonora di Toledo             | María Osorio y Pimentel          |  |  |       |  |  |                             |  |  |                              |  |
| Maria de' Medici                 |                     | Eleonora di Toledo             |                                  |  |  |       |  |  |                             |  |  |                              |  |
|                                  |                     | Ferdinando I d'Asburgo         | Filippo I d'Asburgo              |  |  |       |  |  |                             |  |  |                              |  |
|                                  |                     | Ferdinando I d'Asburgo         | Filippo I d'Asburgo              |  |  |       |  |  |                             |  |  |                              |  |
|                                  |                     | Ferdinando I d'Asburgo         | Giovanna di Castiglia            |  |  |       |  |  |                             |  |  |                              |  |
| Giovanna d'Austria               |                     | Ferdinando I d'Asburgo         |                                  |  |  |       |  |  |                             |  |  |                              |  |
|                                  |                     | Anna Jagellone                 | Ladislao II di Boemia            |  |  |       |  |  |                             |  |  |                              |  |
|                                  |                     | Anna Jagellone                 | Ladislao II di Boemia            |  |  |       |  |  |                             |  |  |                              |  |
|                                  |                     | Anna Jagellone                 | Anna di Foix-Candale             |  |  |       |  |  |                             |  |  |                              |  |
|                                  |                     | Anna Jagellone                 |                                  |  |  |       |  |  |                             |  |  |                              |  |